# Raiffeisenbank Main-Spessart
Die Raiffeisenbank Main-Spessart eG ist eine deutsche Genossenschaftsbank mit Sitz in Lohr a. Main in Unterfranken.

## Geschichte
Die Raiffeisenbank Main-Spessart ist im Jahre 2010 durch die Fusion der drei im Landkreis Main-Spessart bis dahin eigenständigen Genossenschaftsbanken Raiffeisenbank Karlstadt-Gemünden, Raiffeisenbank Lohr am Main und Raiffeisenbank Marktheidenfeld entstanden.
Die historischen Wurzeln der im Genossenschaftsregister eingetragenen Kreditgenossenschaft gehen zurück auf die Gründung der Raiffeisenkasse Langenprozelten im Jahr 1911. Dieser Eintrag hat seit über 100 Jahren Bestand und wurde im Zuge der zwischenzeitlich durchgeführten Fusionen in der Region Main-Spessart fortgeschrieben. 
Mittlerweile wurde die Geschichte der Raiffeisenbanken in Main-Spessart in vier Chroniken dokumentiert.  

## Daten
Von den Kunden sind über 47.000 auch Mitglied der eingetragenen Genossenschaft. Rund 310 Mitarbeiter arbeiten in insgesamt 35 Geschäftsstellen.

## Aufgaben
Die Raiffeisenbank Main-Spessart sieht sich als größte Personengemeinschaft des Landkreises Main-Spessart. Als Förderer ihrer Mitglieder, der heimischen Wirtschaft und mit ihrem Förderprogramm für gemeinnützige Institutionen möchte sie ihre hohe Verbundenheit mit der Region und den dort lebenden Menschen zeigen. 2020 wurde die 100%ige Tochtergesellschaft Raiffeisen Immobilien-Dienstleistungs GmbH gegründet. 